# Taino
Taino är en ort och kommun i provinsen Varese i regionen Lombardiet i Italien. Kommunen hade 3 683 invånare (2018).